# القصة الرائعة لهنري شوغر
القصة الرائعة لهنري شوغر (بالإنجليزية: The Wonderful Story of Henry Sugar)‏ هو فيلم مغامرات كوميدي أمريكي قادم من إنتاج وإخراج ويس أندرسون ومن بطولة بيندكت كامبرباتش، رالف فاينس، ديف باتيل، بن كينغسلي، روبرت فيرند وريتشارد أيواد، من المقرر طرح الفيلم على منصة نتفليكس في عام 2023.

## روابط خارجية
- القصة الرائعة لهنري شوغر على موقع IMDb (الإنجليزية)
- القصة الرائعة لهنري شوغر على موقع ميتاكريتيك (الإنجليزية)
- القصة الرائعة لهنري شوغر على موقع روتن توميتوز (الإنجليزية)
- القصة الرائعة لهنري شوغر على موقع نتفليكس (الإنجليزية)
- القصة الرائعة لهنري شوغر على موقع ألو سيني (الفرنسية)
- القصة الرائعة لهنري شوغر على موقع فيلمافينيتي (الإسبانية)
- القصة الرائعة لهنري شوغر على موقع قاعدة بيانات الفيلم (الإنجليزية)
- القصة الرائعة لهنري شوغر على موقع ليتربوكسد (الإنجليزية)
- القصة الرائعة لهنري شوغر على موقع كينوبويسك (الروسية)